# Enrique de la Riva Agüero Riglos
Enrique Eugenio Manuel de la Riva Agüero Riglos (Lima, 6 de septiembre de 1857 - Roma, 10 de julio de 1930) fue un político, abogado y diplomático peruano. Miembro del Partido Civil, fue tres veces Ministro de Relaciones Exteriores y otras tantas Presidente del Consejo de Ministros: de 1896 a 1898; de 1899 a 1900; y de 1915 a 1917.

## Biografía
Hijo de José de la Riva Agüero y Looz Corswarem y de Mercedes Riglos y Díaz de Rávago. Por la vía paterna era nieto de José Mariano de la Riva Agüero y Sánchez Boquete (prócer de la Independencia y primer Presidente de la República del Perú) y de la princesa Carolina de Looz Corswarem. Su madre fue sobrina de Ana Estefanía Dominga Riglos y nieta de Mercedes Lasala, ambas patriotas argentinas. Descendía por su padre de los marqueses de Montealegre de Aulestia y los duques de Looz und Corswarem y por su madre de los condes de San Pascual Bailón y de los marqueses de Casa Concha.
Cursó sus estudios superiores en la Universidad Nacional Mayor de San Marcos, donde sucesivamente se graduó de bachiller (1877) y doctor en Ciencias Políticas y Administrativas (1878), así como de bachiller en Jurisprudencia (1879), recibiéndose de abogado en 1883. Eran los días de la ocupación de Lima por los chilenos y debido a que la Universidad de San Marcos tenía dificultades para conseguir docentes, Enrique se ofreció a dictar Derecho Administrativo (1882).
Finalizada la guerra, fue enviado en 1885 a Bolivia como ministro plenipotenciario, con la misión de apaciguar al gobierno boliviano, muy inquieto a raíz de la suscripción del Tratado de Ancón (que puso fin a la guerra entre el Perú y Chile). Logró cumplir su misión, evitando, según se dice, el estallido de la guerra entre el Perú y Bolivia. De vuelta al Perú, fue elegido diputado suplente por la provincia de Chincha en 1886, permaneciendo en dicha función hasta 1894.
En 1896, durante el gobierno constitucional de Nicolás de Piérola, pasó a formar parte del Consejo de Estado. Fue igualmente nombrado ministro de Relaciones Exteriores (Gabinete Olaechea), cargo que ejerció de 10 de agosto de 1896 a 16 de mayo de 1898. Conservando dicha cartera, asumió como presidente del Consejo de Ministros, de 23 de diciembre de 1897 a 13 de mayo de 1898, cargo al que dimitió por desacuerdos con los demás miembros del gabinete.
Durante dicha primera gestión frente a la Cancillería, inició negociaciones directas con Chile para la celebración del plebiscito en las provincias de Tacna y Arica, cuyo plazo para su ejecución había vencido el 28 de marzo de 1894, de acuerdo a lo estipulado en el tratado de Ancón. Logró la suscripción del Protocolo Billinghurst-La Torre, el 16 de abril de 1898, por el cual se estableció el procedimiento normativo a seguir en la realización de tal consulta. Esto fue considerado en el Perú como un triunfo de su diplomacia, siendo aprobado por el Congreso peruano, pero desgraciadamente no hizo lo mismo el Congreso de Chile. Sucedía que por entonces Chile enfrentaba un litigio fronterizo con Argentina que amenazaba convertirse en guerra; ello explica que eventualmente quisiera estar en buenas relaciones con el Perú a fin de evitarse un «segundo frente», pero una vez que Chile logró un entendimiento pacífico con Argentina, volvió a dilatar la realización de dicho plebiscito (que a la postre nunca se realizó).
Bajo el gobierno de Eduardo López de Romaña, Enrique de la Riva Agüero ocupó por segunda vez el ministerio de Relaciones Exteriores, de 14 de diciembre de 1899 a 31 de agosto de 1900, ejerciendo simultáneamente la Presidencia del Consejo de Ministros. Este gabinete se enfrentó en el parlamento con la hostilidad de los demócratas, teniendo que afrontar una interpelación en el Senado, por lo que Riva Agüero presentó su renuncia, luego de que la mencionada Cámara aprobase una moción de "no confianza". Riva Agüero respondió diciendo que el voto "no tiene ejemplo en la historia de nuestras aberraciones políticas".
Considerado ya por entonces como el más genuino representante del Partido Civil, formó parte de su junta directiva, que presidió la asamblea del civilismo en el General del Convento de Santo Domingo, ocasión en la que se eligió a José Pardo como presidente del partido, con miras a las elecciones presidenciales de 1904 en las que resultó vencedor.
Luego fue elegido senador por Áncash, representación que ejerció de 1905 a 1906, integrando la comisión diplomática. En 1907 pasó a ser ministro plenipotenciario en Argentina, donde gestionó la dación del laudo del presidente argentino en el litigio limítrofe peruano-boliviano. Por entonces, formó parte del grupo de capitalistas nacionales que fundaron la Compañía Peruana de Vapores y Dique Flotante del Callao.
Durante el primer gobierno de Augusto B. Leguía, organizó en 1911 el Partido Civil Independiente, cuya junta directiva presidió. El surgimiento de ese grupo político fue consecuencia de la crisis política ocasionada por la retirada de Leguía del civilismo clásico, pese a ser elegido bajo su bandera. En 1912 pasó a España como ministro plenipotenciario, ejerciendo dicha representación hasta 1915.

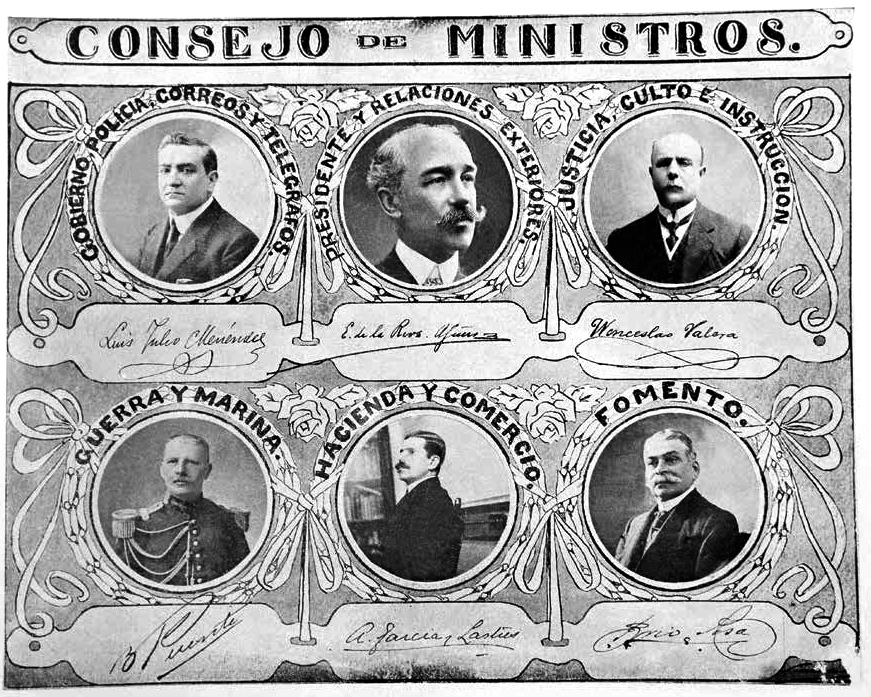
Consejo de Ministros encabezado por Enrique de la Riva Agüero y Riglos, en 1915.

Al inaugurarse el segundo gobierno de José Pardo, de filiación civilista, fue nuevamente nombrado presidente del Consejo de Ministros y ministro de Relaciones Exteriores (18 de agosto de 1915). En esta oportunidad le acompañaron en el gabinete: Luis Julio Menéndez (Gobierno, Policía, Correos y Telégrafos); Wenceslao Valera (Justicia, Culto e Instrucción); el coronel Benjamín Puente (Guerra y Marina); Aurelio García y Lastres (Hacienda y Comercio); y Belisario Sosa (Fomento). Este periodo ministerial (el tercero y último de su cuenta personal) se vio enturbiado por el asesinato del diputado Rafael Grau en la localidad de Palcaro (20 de febrero de 1917), suceso ocasionado por las rivalidades entre bandos locales del departamento de Apurímac, pero que muchos achacaron al gobierno, ya que Grau pertenecía a la oposición. Otros sucesos sangrientos ocurrieron en Cutervo, Chumbivilcas y Cuzco. Causó también descontento la actitud poco enérgica mostrada por la Cancillería peruana ante el Imperio alemán, cuando sucedió el hundimiento de la barca Lorton, de patente peruana, frente a las costas cantábricas, por acción de submarinos alemanes (4 de febrero de 1917). Ello ocurrió en plena Primera Guerra Mundial, ante la que el Perú se mantenía neutral, pese a que varios países latinoamericanos se habían ya sumado al bando aliado (contrario a Alemania). La opinión pública exigía la ruptura de relaciones con Alemania e incluso la declaratoria de guerra, pero Riva Agüero (del que se decía que era simpatizante de Alemania), se limitó a protestar y pedir reparaciones, sin mayor firmeza.
La oposición arreció sus ataques contra el gobierno civilista, provocando el desgaste del gabinete Riva Agüero. Afrontando una probable censura con el inicio del nuevo periodo de sesiones del Congreso, Riva Agüero se vio obligado a renunciar a la cancillería, y por ende, a la presidencia del gabinete (27 de julio de 1917). No volvió a militar en la política peruana y viajó a Italia, donde falleció.
Fue enterrado en el mausoleo de la familia Panizo y Orbegoso del Cementerio Presbítero Maestro.

## Publicaciones
- Centralización y descentralización, tesis con la que obtuvo el bachillerato en Ciencias Políticas y Administrativas, en 1877.
- Cuestión internacional del Huáscar, tesis con la que obtuvo el doctorado en Ciencias Políticas y Administrativas, en 1878.
- El gobierno federal, tesis con la que obtuvo el bachillerato en Jurisprudencia, en 1879.
- Actitud de la escuadra inglesa durante la sublevación del monitor "Huáscar", el 6 de mayo de 1877 (1878).

## Árbol genealógico
|  |                                                                            |  |  |  |  |  |  |  |  |  |  |  |  |  |  |  |
|  | 16. Manuel de la Riva-Agüero y Noja                                        |  |  |  |  |  |  |  |  |  |  |  |  |  |  |  |
|  |                                                                            |  |  |  |  |  |  |  |  |  |  |  |  |  |  |  |
|  |                                                                            |  |  |  |  |  |  |  |  |  |  |  |  |  |  |  |
|  | 8. José de la Riva-Agüero y Basso della Rovere                             |  |  |  |  |  |  |  |  |  |  |  |  |  |  |  |
|  |                                                                            |  |  |  |  |  |  |  |  |  |  |  |  |  |  |  |
|  |                                                                            |  |  |  |  |  |  |  |  |  |  |  |  |  |  |  |
|  | 17. Francisca Basso della Rovere                                           |  |  |  |  |  |  |  |  |  |  |  |  |  |  |  |
|  |                                                                            |  |  |  |  |  |  |  |  |  |  |  |  |  |  |  |
|  |                                                                            |  |  |  |  |  |  |  |  |  |  |  |  |  |  |  |
|  | 4. José Mariano de la Riva Agüero y Sánchez-Boquete                        |  |  |  |  |  |  |  |  |  |  |  |  |  |  |  |
|  |                                                                            |  |  |  |  |  |  |  |  |  |  |  |  |  |  |  |
|  |                                                                            |  |  |  |  |  |  |  |  |  |  |  |  |  |  |  |
|  | 18. Diego Antonio Sánchez de Aguilar y Fonseca Boquete                     |  |  |  |  |  |  |  |  |  |  |  |  |  |  |  |
|  |                                                                            |  |  |  |  |  |  |  |  |  |  |  |  |  |  |  |
|  |                                                                            |  |  |  |  |  |  |  |  |  |  |  |  |  |  |  |
|  | 9. María Josefa de Sánchez-Boquete y Román de Aulestia                     |  |  |  |  |  |  |  |  |  |  |  |  |  |  |  |
|  |                                                                            |  |  |  |  |  |  |  |  |  |  |  |  |  |  |  |
|  |                                                                            |  |  |  |  |  |  |  |  |  |  |  |  |  |  |  |
|  | 19. Josefa Román de Aulestia y Aulestia Cabeza de Vaca                     |  |  |  |  |  |  |  |  |  |  |  |  |  |  |  |
|  |                                                                            |  |  |  |  |  |  |  |  |  |  |  |  |  |  |  |
|  |                                                                            |  |  |  |  |  |  |  |  |  |  |  |  |  |  |  |
|  | 2. José Carlos Fulgencio Pedro de la Riva Agüero y Looz Corswarem          |  |  |  |  |  |  |  |  |  |  |  |  |  |  |  |
|  |                                                                            |  |  |  |  |  |  |  |  |  |  |  |  |  |  |  |
|  |                                                                            |  |  |  |  |  |  |  |  |  |  |  |  |  |  |  |
|  | 20. Wilhelm Joseph Alexander, 4.º duque de Looz und Corswarem              |  |  |  |  |  |  |  |  |  |  |  |  |  |  |  |
|  |                                                                            |  |  |  |  |  |  |  |  |  |  |  |  |  |  |  |
|  |                                                                            |  |  |  |  |  |  |  |  |  |  |  |  |  |  |  |
|  | 10. Charles Ludwig August Ferdinand Emanuel, duque de Looz und Corswarem   |  |  |  |  |  |  |  |  |  |  |  |  |  |  |  |
|  |                                                                            |  |  |  |  |  |  |  |  |  |  |  |  |  |  |  |
|  |                                                                            |  |  |  |  |  |  |  |  |  |  |  |  |  |  |  |
|  | 21. Condesa Constanze Constanze von Bylandt                                |  |  |  |  |  |  |  |  |  |  |  |  |  |  |  |
|  |                                                                            |  |  |  |  |  |  |  |  |  |  |  |  |  |  |  |
|  |                                                                            |  |  |  |  |  |  |  |  |  |  |  |  |  |  |  |
|  | 5. Princesa Caroline Arnoldine Irénée de Looz Corswarem                    |  |  |  |  |  |  |  |  |  |  |  |  |  |  |  |
|  |                                                                            |  |  |  |  |  |  |  |  |  |  |  |  |  |  |  |
|  |                                                                            |  |  |  |  |  |  |  |  |  |  |  |  |  |  |  |
|  | 22. Ferdinand Joseph Denu                                                  |  |  |  |  |  |  |  |  |  |  |  |  |  |  |  |
|  |                                                                            |  |  |  |  |  |  |  |  |  |  |  |  |  |  |  |
|  |                                                                            |  |  |  |  |  |  |  |  |  |  |  |  |  |  |  |
|  | 11. Marie Caroline Denu Matt                                               |  |  |  |  |  |  |  |  |  |  |  |  |  |  |  |
|  |                                                                            |  |  |  |  |  |  |  |  |  |  |  |  |  |  |  |
|  |                                                                            |  |  |  |  |  |  |  |  |  |  |  |  |  |  |  |
|  | 23. Anne Marguerite Josephine Matt                                         |  |  |  |  |  |  |  |  |  |  |  |  |  |  |  |
|  |                                                                            |  |  |  |  |  |  |  |  |  |  |  |  |  |  |  |
|  |                                                                            |  |  |  |  |  |  |  |  |  |  |  |  |  |  |  |
|  | 1. Enrique de la Riva-Agüero Riglos                                        |  |  |  |  |  |  |  |  |  |  |  |  |  |  |  |
|  |                                                                            |  |  |  |  |  |  |  |  |  |  |  |  |  |  |  |
|  |                                                                            |  |  |  |  |  |  |  |  |  |  |  |  |  |  |  |
|  | 24. Marcos José Francisco Xavier de Riglos y Alvarado                      |  |  |  |  |  |  |  |  |  |  |  |  |  |  |  |
|  |                                                                            |  |  |  |  |  |  |  |  |  |  |  |  |  |  |  |
|  |                                                                            |  |  |  |  |  |  |  |  |  |  |  |  |  |  |  |
|  | 12. Miguel de Riglos y San Martín                                          |  |  |  |  |  |  |  |  |  |  |  |  |  |  |  |
|  |                                                                            |  |  |  |  |  |  |  |  |  |  |  |  |  |  |  |
|  |                                                                            |  |  |  |  |  |  |  |  |  |  |  |  |  |  |  |
|  | 25. Francisca Xaviera de San Martín y Avellaneda                           |  |  |  |  |  |  |  |  |  |  |  |  |  |  |  |
|  |                                                                            |  |  |  |  |  |  |  |  |  |  |  |  |  |  |  |
|  |                                                                            |  |  |  |  |  |  |  |  |  |  |  |  |  |  |  |
|  | 6. José Martín Marcos de Riglos y Lasalle                                  |  |  |  |  |  |  |  |  |  |  |  |  |  |  |  |
|  |                                                                            |  |  |  |  |  |  |  |  |  |  |  |  |  |  |  |
|  |                                                                            |  |  |  |  |  |  |  |  |  |  |  |  |  |  |  |
|  | 26. Jean Baptiste de Lasalle Bachaulet                                     |  |  |  |  |  |  |  |  |  |  |  |  |  |  |  |
|  |                                                                            |  |  |  |  |  |  |  |  |  |  |  |  |  |  |  |
|  |                                                                            |  |  |  |  |  |  |  |  |  |  |  |  |  |  |  |
|  | 13. Mercedes de Lasala y Fernández Larrazábal                              |  |  |  |  |  |  |  |  |  |  |  |  |  |  |  |
|  |                                                                            |  |  |  |  |  |  |  |  |  |  |  |  |  |  |  |
|  |                                                                            |  |  |  |  |  |  |  |  |  |  |  |  |  |  |  |
|  | 27. Agustina Fernández de la Cruz y Larrazábal                             |  |  |  |  |  |  |  |  |  |  |  |  |  |  |  |
|  |                                                                            |  |  |  |  |  |  |  |  |  |  |  |  |  |  |  |
|  |                                                                            |  |  |  |  |  |  |  |  |  |  |  |  |  |  |  |
|  | 3. Mercedes Riglos y Díaz de Rávago                                        |  |  |  |  |  |  |  |  |  |  |  |  |  |  |  |
|  |                                                                            |  |  |  |  |  |  |  |  |  |  |  |  |  |  |  |
|  |                                                                            |  |  |  |  |  |  |  |  |  |  |  |  |  |  |  |
|  | 28. Santiago Díaz de Rávago y Mier                                         |  |  |  |  |  |  |  |  |  |  |  |  |  |  |  |
|  |                                                                            |  |  |  |  |  |  |  |  |  |  |  |  |  |  |  |
|  |                                                                            |  |  |  |  |  |  |  |  |  |  |  |  |  |  |  |
|  | 14. Simón Díaz de Rávago y Gutiérrez-Morante                               |  |  |  |  |  |  |  |  |  |  |  |  |  |  |  |
|  |                                                                            |  |  |  |  |  |  |  |  |  |  |  |  |  |  |  |
|  |                                                                            |  |  |  |  |  |  |  |  |  |  |  |  |  |  |  |
|  | 29. Antonio Gutiérrez-Morante y Gutiérrez                                  |  |  |  |  |  |  |  |  |  |  |  |  |  |  |  |
|  |                                                                            |  |  |  |  |  |  |  |  |  |  |  |  |  |  |  |
|  |                                                                            |  |  |  |  |  |  |  |  |  |  |  |  |  |  |  |
|  | 7. Manuela de la Ascensión Venancia Simona Díaz de Rávago y Avella-Fuertes |  |  |  |  |  |  |  |  |  |  |  |  |  |  |  |
|  |                                                                            |  |  |  |  |  |  |  |  |  |  |  |  |  |  |  |
|  |                                                                            |  |  |  |  |  |  |  |  |  |  |  |  |  |  |  |
|  | 30. Juan José de Avella y Fuertes                                          |  |  |  |  |  |  |  |  |  |  |  |  |  |  |  |
|  |                                                                            |  |  |  |  |  |  |  |  |  |  |  |  |  |  |  |
|  |                                                                            |  |  |  |  |  |  |  |  |  |  |  |  |  |  |  |
|  | 15. Manuela de Avella-Fuertes y Querejazu, condesa de San Pascual          |  |  |  |  |  |  |  |  |  |  |  |  |  |  |  |
|  |                                                                            |  |  |  |  |  |  |  |  |  |  |  |  |  |  |  |
|  |                                                                            |  |  |  |  |  |  |  |  |  |  |  |  |  |  |  |
|  | 31. Maria Francisca Querejazu y Santiago-Concha                            |  |  |  |  |  |  |  |  |  |  |  |  |  |  |  |
|  |                                                                            |  |  |  |  |  |  |  |  |  |  |  |  |  |  |  |
|  |                                                                            |  |  |  |  |  |  |  |  |  |  |  |  |  |  |  |